# Instituto Max Planck de Biología Celular Molecular y Genética
El Instituto Max Planck de Biología Celular Molecular y Genética ( MPI-CBG ) es un instituto de investigación biológica ubicado en Dresde, Alemania. Fue fundado en 1998 y estuvo en pleno funcionamiento en 2001. Los grupos de investigación del instituto trabajan en biología molecular, biología celular, biología del desarrollo, biofísica, biología de sistemas y matemáticas con el apoyo de diversas instalaciones.

## Investigación
El tema de investigación del MPI-CBG radica en las cuestiones científicas fundamentales relativas a la organización de la biología a diversas escalas: ¿Cómo se organizan las biomoléculas en una célula en funcionamiento? ¿Cómo forman las células los tejidos? y ¿Cómo forman los tejidos los organismos?  La investigación en el instituto abarca muchos temas de biología molecular, celular y del desarrollo, así como de biofísica. A continuación se presenta una lista incompleta de temas individuales: separación de fases, desarrollo neuronal, división celular, balsas lipídicas, endocitosis, embriogénesis, regeneración, desarrollo de tejidos y organoides.

## Organización
El MPI-CBG está dirigido por seis directores titulares o jefes de grupo: Anne Grapin-Botton (Francia) como directora general, Anthony Hyman (Reino Unido), Marino Zerial (Italia), Stephan Grill (Alemania), Heather Harrington (EE. UU.) y Meritxell Huch (España). Los directores eméritos son: Eugene Myers (EE. UU.), Kai Simons (Finlandia), Elisabeth Knust (Alemania), Wieland Huttner. Junto con los grupos de directores, 23 grupos de investigación independientes dirigidos por investigadores principales no titulares y unas 21 instalaciones componen la plantilla del instituto. En total, el instituto emplea a unas 550 personas, de las cuales aproximadamente la mitad no son alemanas. La organización plana y la ausencia de divisiones departamentales favorecen la comunicación directa y una administración ágil.

## Redes
El MPI-CBG está situado en un centro de institutos de investigación biomédica que incluyen centros de investigación de la Universidad Técnica de Dresde (TUD), como el Centro de Terapias Regenerativas (CRTD), el B CUBE - Centro de Bioingeniería Molecular, así como el Hospital Universitario Carl Gustav Carus de Dresde, el Centro Teórico Médico (MTZ) y el BioInnovationsZentrum (BIOZ). El MPI-CBG mantiene colaboraciones con institutos de investigación vecinos y con otros centros de la ciudad como el Instituto Max Planck de Física de Sistemas Complejos (MPI-PKS). Junto con el MPI-PKS y la TUD, el MPI-CBG fundó el Centro de Biología de Sistemas de Dresde (CSBD). Este centro desarrolla enfoques teóricos y computacionales de los sistemas biológicos a diferentes escalas, de las moléculas a las células y de las células a los tejidos. El MPI-CBG también forma parte de DRESDEN-concept, una alianza de investigación de la TUD junto con las cuatro principales instituciones de investigación -Max Planck, Helmholtz, Fraunhofer y Leibniz- y los museos activos en investigación de Dresde. También colabora con instituciones extranjeras. Además, gestiona un programa internacional de doctorado junto con los vecinos antes mencionados.